# Temsa Prestij SX
Temsa Prestij SX — турецький міжміський автобус малого класу, що виробляється компанією Temsa з 2016 року. Автобус призначений для міжміських перевезень середньої дальності.

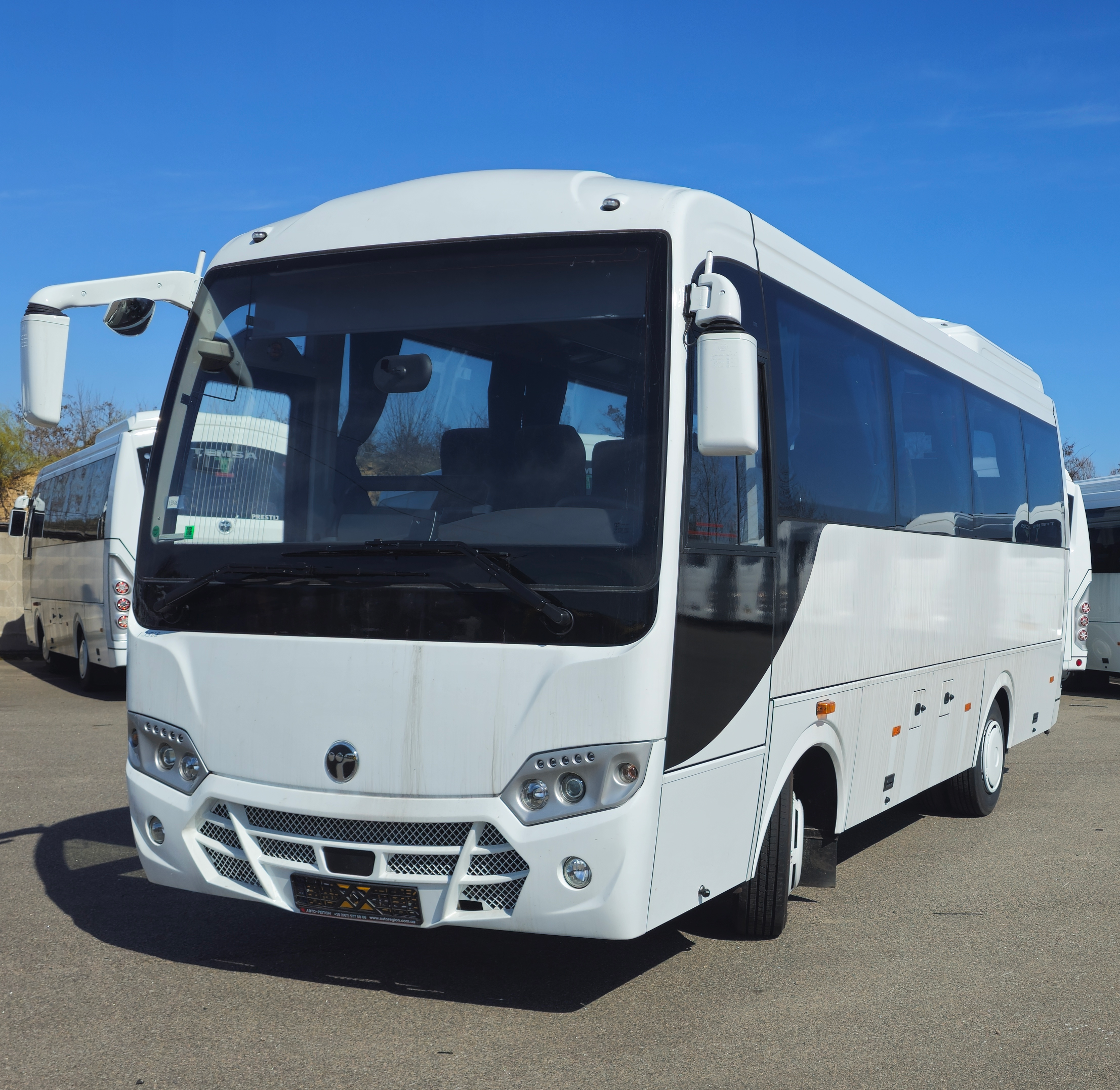
Temsa Prestij

## Історія
Temsa Prestij SX був представлений у березні 2016 року. Модель швидко здобула популярність серед перевізників завдяки своїй місткості, економічному дизельному двигуну та сучасним системам безпеки.

## Опис
Temsa Prestij SX — це сучасний міжміський автобус, представлений у березні 2016 року. Він створений на основі Mitsubishi Fuso Canter восьмого покоління, який відповідає стандарту EURO-6, забезпечуючи економну витрату палива (15 л/100 км) та великий міжсервісний інтервал.

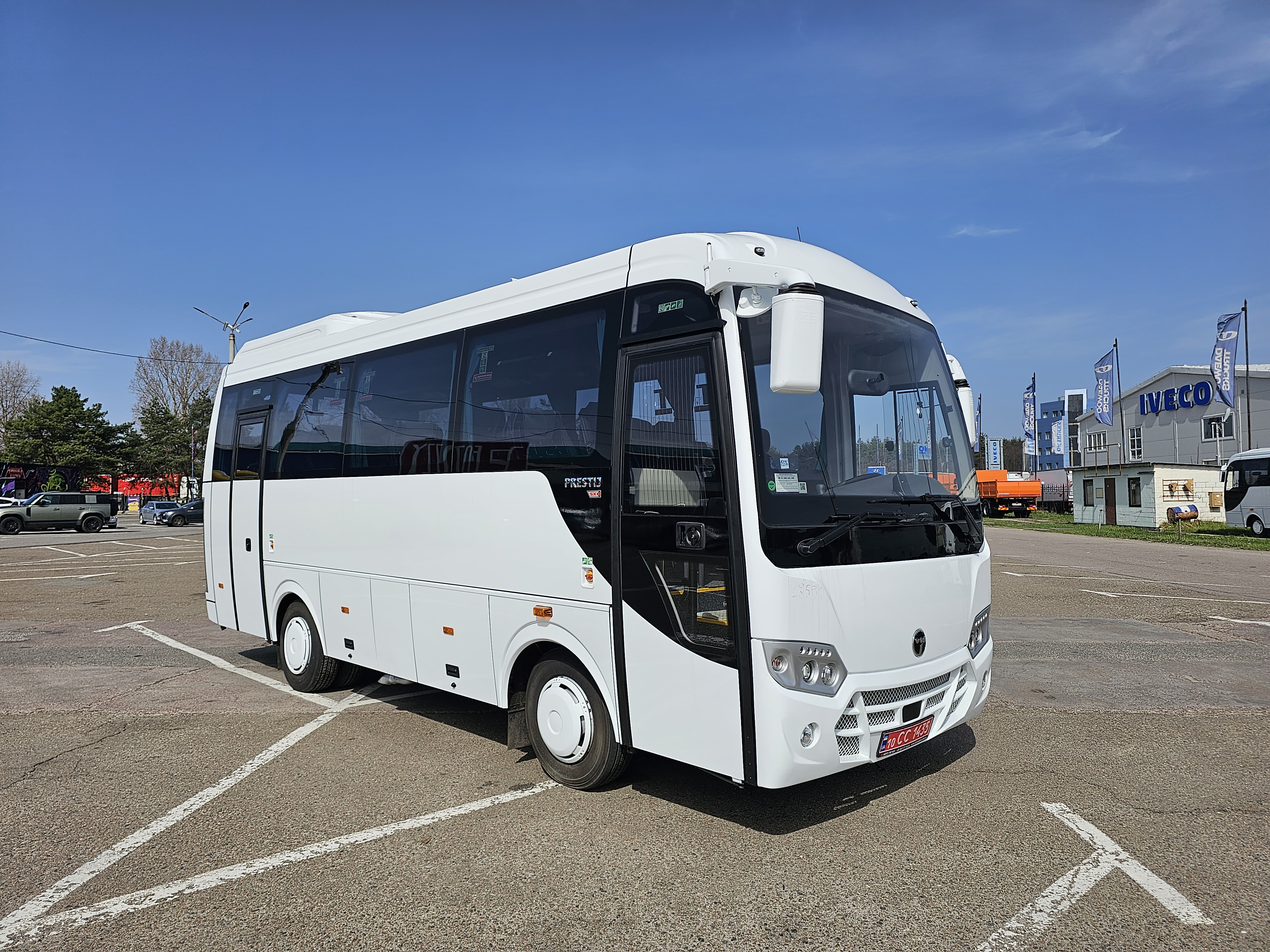
Temsa Prestij SX

Автобус розрахований на 27-29 сидячих місць, що робить його адаптивним для перевезень на середні дистанції.
Temsa Prestij SX є компактним міжміським автобусом, довжина якого становить 7,168 м, ширина — 2,262 м, а висота — 3,352 м. Його повна маса складає 8 160 кг, що забезпечує оптимальне співвідношення ваги та вантажопідйомності.
Автобус оснащений надійним дизельним двигуном Mitsubishi 4P10-T4 об'ємом 2,9 л, який розвиває потужність 150 к.с. при 3 500 об/хв і 370 Нм при 1 320 об/хв. Двигун відповідає екологічному стандарту EURO-6, що дозволяє зменшити рівень шкідливих викидів СО2 та забезпечити економічну витрату пального. Паливний бак має об'єм 160 літрів, що дозволяє здійснювати далекі поїздки без частих дозаправок.
Механічна 5-ступенева коробка передач забезпечує плавне перемикання передач і стабільну роботу двигуна. 
Максимальна швидкість автобуса становить 120 км/год. Temsa Prestij SX має колісну формулу 4×2, що забезпечує хорошу маневреність на дорогах різного типу. Багажне відділення об'ємом 3 м³ дозволяє зручно розміщувати речі пасажирів.
Окрім того, Temsa Prestij SX оснащений сучасними системами безпеки, які значно підвищують рівень захисту пасажирів та водія. Антиблокувальна система гальм (ABS) та антибуксувальна система (ASR) допомагають уникати заносу і втрати керованості. Електронна система гальмування (EBS) оптимізує роботу гальм, забезпечуючи коротший гальмівний шлях. Система електронного контролю стійкості (ESC) допомагає зберігати стабільність транспортного засобу під час поворотів, а система контролю смуги руху (LDWS) запобігає випадковому виїзду за межі дорожньої розмітки. Додатково, у моторному відсіку встановлена автоматична система пожежогасіння, яка активується у разі загоряння. 
Комфорт пасажирів забезпечується низкою сучасних рішень: 
- Ергономічні сидіння мають регульовані спинки, що дозволяє пасажирам комфортно розташуватися навіть під час тривалих поїздок.
- Просторий салон і велика відстань між сидіннями створюють відчуття відкритого простору.
- Система кондиціонування та автономного опалення забезпечує підтримку комфортної температури в салоні незалежно від погодних умов.
- Покращена шумоізоляція значно зменшує рівень шуму під час руху.
- Великі панорамні вікна з термоізоляцією сприяють кращому природному освітленню салону та зберігають тепло у холодну пору року.

## Модифікації
Temsa Prestij SX має кілька модифікацій залежно від комплектації та додаткового обладнання. 
У 2024 році модель отримала оновлення, які включають:
- Високоякісні вікна Orion Glass з шумоізоляцією
- Ергономічні крісла, що відповідають стандартам ДСТУ
- Автономну систему опалення для комфортного перевезення у холодну пору року
- Інноваційну систему голосового помічника Smart Bus для підвищення безпеки
- На базі цієї моделі було виготовлено шкільний автобус Ar-Temsa Sb-20

## Подібні моделі:
- Otokar Navigo T
- Isuzu Novo Lux
- Mercedes-Benz Sprinter City 75

## Зноски
1. В Україні продовжують локалізувати міжміські автобуси Ar-Temsa Prestij SX
2. В Україні представили оновлену модель автобуса TEMSA Prestij 2024 року
3. Компанія «АВТО-РЕГІОН» поставила 12 автобусів TEMSA для ПАТ «УКРНАФТА»
4. Temsa Prestij SX: Детальний відеоогляд автобуса на 30 місць від офіційного представника